# 李奧光闌
李奧光闌（Lyot stop）是由法國天文學家貝爾納·費迪南·李奧發明的光圈，可以減少由光學系統中因為其他光圈或是光學隔板因繞射產生的镜头光晕。
李奧光闌會放在場鏡的成像處，但其孔徑會比其成像略小一些。

## 外部連結
- NASA Coronographs （页面存档备份，存于）
- Handbook of Optics by Bass et al.